# جون دبليو. كايل
جون دبليو. كايل (بالإنجليزية: John W. Kyle)‏ هو قاضي ومحامي وسياسي أمريكي، ولد في 21 أغسطس 1891 في بيتسفيل في الولايات المتحدة، وتوفي في 1965. انتخب عضو مجلس ولاية مسيسيبي.